# 1762 в Україні

## Особи

### Народились
- 17 січня, Антонський Антон Антонович (1762—1848) — вітчизняний учений, педагог, просвітитель, видавець і літератор.
- 28 травня Іриней (Фальковський) (1762—1823) — український науковець (історик, математик, географ, астроном), поет, ректор Києво-Могилянської академії, єпископ Чигиринський, Смоленський і Дорогобузький.
- 2 листопада, Стефан Стубелевич (1762—1814) — український фізик та винахідник електрофорезу.
- Потоцький Северин Антоній (1762—1829) — граф, крайчий великий коронний, дійсний таємний радник, сенатор, опікун Харківського навчального Округу.
- Смілівський Іван (1762—1808) — учений-медик, професор.

### Померли
- 28 січня, Павло Гіжицький (1692—1762) — архітектор доби пізнього бароко на Волині і Галичині, єзуїт.
- лютий-березень, Петро Браницький (? — 1762) — польський шляхтич, військовик, урядник Речі Посполитої.
- 3 квітня, Дараган Юхим Федорович (? — 1762) — київський полковник.
- 12 вересня Розумовська Наталія Дем'янівна (1690-ті — 1762) — проста козачка, корчмарка, графиня, статс-дама та свекруха російської імператриці Єлизавети Петрівни. Мати останнього гетьмана України Кирила Розумовського.

## Засновані, зведені
- Андріївська церква (Київ)
- Митрополичі палати (Львів)
- Собор святого Юра
- Вознесенська церква Пушкарівського монастиря (Полтава)
- Свято-Дмитрівська церква
- Блідча
- Велика Вільшанка
- Вислобоки
- Височинівка (Марківський район)
- Голта
- Завалійки
- Криве Озеро
- Курячі Лози
- Нове Поріччя
- Олександрівка (Олександрівський район, Донецька область)